# Jasenovce
Jasenovce jsou obec na Slovensku v okrese Vranov nad Topľou ležící poblíž vodní nádrže Veľká Domaša. K obci patří i 3 osady: Poloma, Vrchy a Močedníky. Žije zde 213 obyvatel.

## Poloha
Obec se nachází v jižní části Nízkých Beskyd v jižní části Ondavské vrchovině, na dolním toku řeky Oľky, kde do ní ústí levobřežní potoky Polomský potok a Jasenovský potok, v povodí Ondavy, jihovýchodně od vodní nádrže Velká Domaša. Mírně zvlněný povrch obce leží v nadmořské výšce v rozmezí 140 –197 m, střed obce leží ve výšce 166 m n. m. Značně odlesněný povrch je tvořen terciérním flyšem. Lesy jsou většinou listnaté s převahou buku a habru, z jehličnanů se zde vyskytuje borovice.

### Sousední obce
Sousedními obcemi jsou na západě, severozápadě a severu Giglovce, na severovýchodě Girovce a Lukačovce, na východě Karná a na jihovýchodě, jihu a jihozápadě Žalobín.

## Historie
První písemná zmínka o obci pochází z roku 1543, kde je uváděna jako Jazenoc, později v roce 1773 Jesenowcze a od roku 1920 jako Jasenovce, maďarsky Jeszenőc. Obec byla součástí panství Humenné, v 18. století patřila Barkóczyům. V roce 1556 je vybíraná daň z jedné porty. V roce 1715 zde byly tři pusté a sedm obydlených domácností. V roce 1787 měla obec 21 domů, ve kterých žilo 176 obyvatel. V roce 1828 zde žilo166 obyvatel ve 22 domech. Hlavní obživou bylo povoznictví, zemědělství a lesnictví.  

### Poloma
Poloma byla založena v letech 1890–1910 polskými kolonisty z okolí Noweho Targu v čele s Józefem Bielem (1850–1934) a jeho ženou Eleonorou Wysoczyńskou (1868–1936), která pocházela ze šlechtické rodiny. Nejstarší budovou v osadě je dům rodiny Bielových z let 1904–1908. Roku 1948 odešla část obyvatel Polomy do válkou vylidněného západního Polska, konkrétně do obcí Sobolice, Przewóz a Gozdnica.

### Vrchy
V roce 1900 v osadě stálo 22 domů. V roce 1963 byla zasvěcena dřevěná kaplička svaté Anně. Zděná kaple je zasvěcena svaté Anně a svatému Jáchymovi. Obyvatelé byli ovocnáři a řemeslníci.

### Močedníky
Osada se nachází v údolí mezi Lamaným a Drencovem. V roce 1900 bylo v osadě evidováno 14 rodinných domů. Dochoval se pouze jediný, který byl v roce 1991 zrekonstruovaný a slouží salesiánské mládeži.

## Památky
Nachází se zde římskokatolický kostel svatého Michaela archanděla z roku 1778. V osadě Poloma je římskokatolický kostel Nejsvětějšího Srdce Ježíšova z roku 1913.
- Římskokatolický kostel svatého Michaela archanděla je jednolodní klasicistní stavba se segmentovým zakončením kněžiště a věží z roku 1778. V roce 1788 byl poškozen zemětřesením a přestavěn. Věž byla přistavěna v letech 1936–1937. V kostele se nachází hlavní oltář s oltářním obrazem archanděla Michaela od I. Gubalského z roku 1875. Boční oltář je neoklasicistní z druhé poloviny 19. století. Fasády kostela jsou hladké se okny se  segmentovým zakončením. Věž je lemována opěrnými pilíři a zakončena věžičkovou helmicí.[8]

- Římskokatolický kostel Nejsvětějšího Srdce Ježíšova v části Poloma je jednolodní novogotická stavba s polygonálním závěrem a honosnou věží, z let 1908–1913. V letech 2008–2009 prošel restaurováním. Uvnitř se nachází oltář s oltářním obrazem Panny Marie Čenstochovské, dílo místních naivních řezbářů Martina Brzany a Jakuba Jaworského. Na fasádě je umístěna pamětní deska kněze Jana Němce, umučeného partyzány za druhé světové války. fasády jsou hladké s okny půlkruhovým záklenkem, věž je zakončena trojúhelníkovými štíty a jehlancovou střechou.[9]

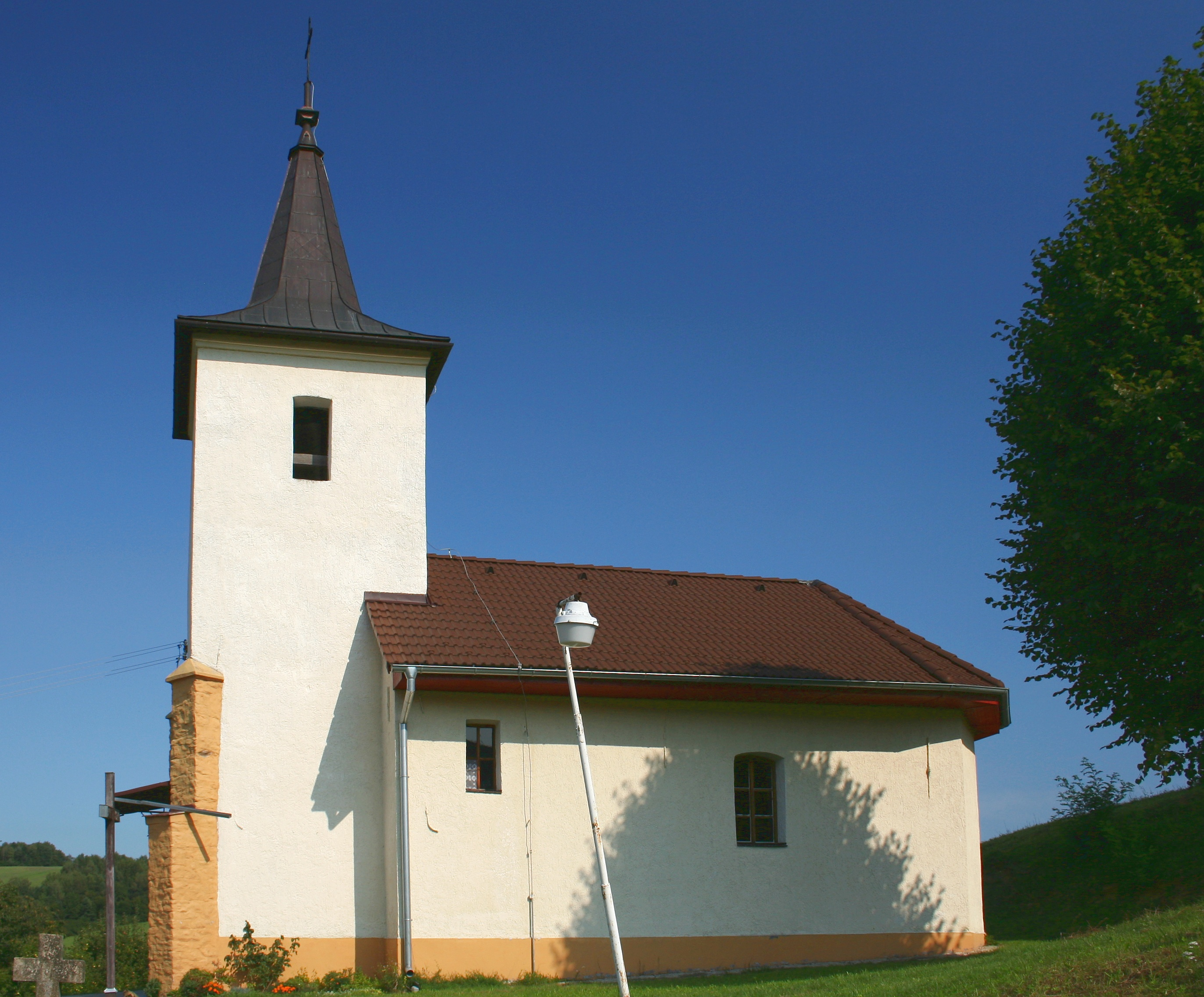
Kostel svatého Michaela archanděla
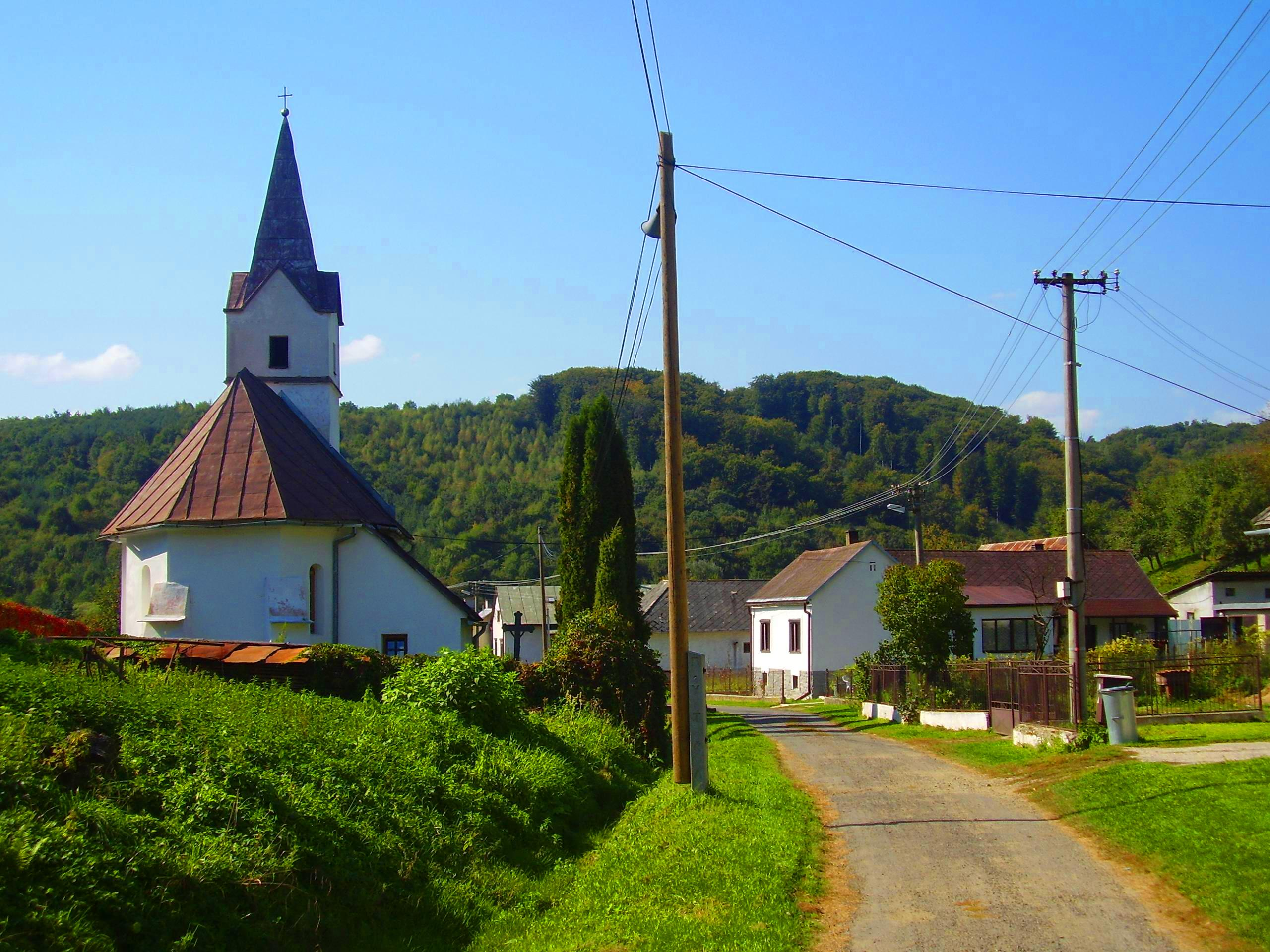
kostel Nejsvětějšího Srdce Ježíšova